# James Blake
James Riley Blake (Yonkers, Nova Iorque, 28 de dezembro de 1979) é um ex-tenista profissional americano.
Sua melhor posição no ranking da ATP foi a de nº 4 em simples (20 de novembro de 2006) e a de nº 31 em duplas (31 de março de 2003).
Encerrou sua carreira em 2013 após ser eliminado do US Open de tênis.

## Desempenho em Torneios

### Simples

#### Finais Vencidas (10)
| Legenda                                                     |
| Grand Slam (0)                                              |
| Tennis Masters Cup ATP World Tour Finals (0)                |
| ATP Masters Series ATP World Tour Masters 1000 (0)          |
| ATP International Series Gold ATP World Tour 500 Series (1) |
| ATP International Series ATP World Tour 250 Series (9)      |

| Títulos por superfície |
| Dura (10)              |
| Grama (0)              |
| Saibro (0)             |
| Carpete (0)            |

| Nr. | Data                    | Torneio               | Superfície | Adversário na Final | Resultado        |
| 1.  | 12 de Agosto de 2002    | Washington, D.C., EUA | Dura       | Paradorn Srichaphan | 1–6, 7–6(5), 6–4 |
| 2.  | 22 de Agosto de 2005    | New Heaven, EUA       | Dura       | Feliciano López     | 3–6, 7–5, 6–1    |
| 3.  | 10 de Outubro de 2005   | Estocolmo, Suécia     | Dura       | Paradorn Srichaphan | 6–1, 7–6(6)      |
| 4.  | 9 de Janeiro de 2006    | Sydney, Austrália     | Dura       | Igor Andreev        | 6–2, 3–6, 7–6(3) |
| 5.  | 27 de Fevereiro de 2006 | Las Vegas, EUA        | Dura       | Lleyton Hewitt      | 7–5, 2–6, 6–3    |
| 6.  | 17 de Julho de 2006     | Indianapolis, EUA     | Dura       | Andy Roddick        | 4–6, 6–4, 7–6(5) |
| 7.  | 25 de Setembro de 2006  | Bangkok, Tailândia    | Dura       | Ivan Ljubičić       | 6–3, 6–1         |
| 8.  | 15 de Outubro de 2006   | Estocolmo, Suécia     | Dura       | Jarkko Nieminen     | 6–4, 6–2         |
| 9.  | 13 de Janeiro de 2007   | Sydney, Austrália     | Dura       | Carlos Moyà         | 6–3, 5–7, 6–1    |
| 10. | 25 de Agosto de 2007    | New Heaven, EUA       | Dura       | Mardy Fish          | 7–5, 6–4         |

#### Finais Perdidas (14)
| Nr. | Data                    | Torneio                             | Superfície | Adversário na Final | Resultado        |
| 1.  | 25 de Fevereiro de 2002 | Memphis, EUA                        | Dura       | Andy Roddick        | 6–4, 3–6, 7–5    |
| 2.  | 15 de Julho de 2002     | Newport, EUA                        | Grama      | Taylor Dent         | 6–1, 4–6, 6–4    |
| 3.  | 25 de Agosto de 2003    | Long Island, EUA                    | Dura       | Paradorn Srichaphan | 6–2, 6–4         |
| 4.  | 8 de Agosto de 2005     | Washington, D.C., EUA               | Dura       | Andy Roddick        | 7–5, 6–3         |
| 5.  | 20 de Março de 2006     | Indian Wells, EUA                   | Dura       | Roger Federer       | 7–5, 6–3, 6–0    |
| 6.  | 19 de Junho de 2006     | Queen's, Reino Unido                | Grama      | Lleyton Hewitt      | 6–4, 6–4         |
| 7.  | 20 de Novembro de 2006  | Tennis Masters Cup, Shanghai, China | Dura       | Roger Federer       | 6–0, 6–3, 6–4    |
| 8.  | 4 de Fevereiro de 2007  | Delray Beach, EUA                   | Dura       | Xavier Malisse      | 5–7, 6–4, 6–4    |
| 9.  | 22 de Julho de 2007     | Los Angeles, EUA                    | Dura       | Radek Štěpánek      | 7–6(7), 5–7, 6–2 |
| 10. | 19 de Agosto de 2007    | Cincinnati, EUA                     | Dura       | Roger Federer       | 6–1, 6–4         |
| 11. | 17 de Fevereiro de 2008 | Delray Beach, EUA                   | Dura       | Kei Nishikori       | 3–6, 6–1, 6–4    |
| 12. | 20 de Abril de 2008     | Houston, EUA                        | Saibro     | Marcel Granollers   | 6–4, 1–6, 7–5    |
| 13. | 10 de Maio de 2009      | Estoril, Portugal                   | Saibro     | Albert Montañés     | 5–7, 7–6(6), 6–0 |
| 14. | 14 de Junho de 2009     | Queen's, Reino Unido                | Grama      | Andy Murray         | 7–5, 6–4         |

### Duplas

#### Finais Vencidas (5)
| Legenda                                                     |
| Grand Slam (1)                                              |
| Tennis Masters Cup ATP World Tour Finals (0)                |
| ATP Masters Series ATP World Tour Masters 1000 (1)          |
| ATP International Series Gold ATP World Tour 500 Series (0) |
| ATP International Series ATP World Tour 250 Series (4)      |

| Títulos por superfície |
| Dura (3)               |
| Grama (0)              |
| Saibro (2)             |
| Carpete (0)            |

| Nr. | Data                    | Torneio           | Superfície | Parceiro      | Adversários na Final              | Resultado           |
| 1.  | 5 de Agosto de 2002     | Cincinnati, EUA   | Dura       | Todd Martin   | Mahesh Bhupathi Max Mirnyi        | 7–5, 6–3            |
| 2.  | 10 de Março de 2003     | Scottsdale, EUA   | Dura       | Mark Merklein | Mark Philippoussis Lleyton Hewitt | 6–4, 6–7(2), 7–6(5) |
| 3.  | 16 de Fevereiro de 2004 | San Jose, EUA     | Dura       | Mardy Fish    | Rick Leach Brian MacPhie          | 6–2, 7–5            |
| 4.  | 19 de Abril de 2004     | Houston, EUA      | Saibro     | Mardy Fish    | Rick Leach Brian MacPhie          | 6–3, 6–4            |
| 5.  | 26 de Abril de 2004     | Munique, Alemanha | Saibro     | Mark Merklein | Julian Knowle Nenad Zimonjić      | 6–2, 6–4            |

#### Finais Perdidas (2)
| Nr. | Data                    | Torneio         | Superfície | Parceiro     | Adversários na Final       | Resultado        |
| 1.  | 27 de Fevereiro de 2006 | Memphis, EUA    | Dura       | Mardy Fish   | Chris Haggard Ivo Karlović | 0–6, 7–5, [10–5] |
| 2.  | 28 de Outubro de 2007   | Basiléia, Suíça | Carpete    | Mark Knowles | Bob Bryan Mike Bryan       | 6–1, 6–1         |